# Oleksovická mokřina
Oleksovická mokřina este o arie protejată (arie specială de conservare — SAC, sit de importanță comunitară — SCI) din Republica Cehă întinsă pe o suprafață de 43,98 ha, integral pe uscat.

## Localizare
Centrul sitului Oleksovická mokřina este situat la coordonatele 48°55′31″N 16°15′48″E / 48.925278°N 16.263333°E.

## Înființare
Situl Oleksovická mokřina a fost declarat sit de importanță comunitară în aprilie 2005 pentru a proteja 1 specie de animale. Situl a fost protejat și ca arie specială de conservare în iulie 2012.

## Biodiversitate
Situată în ecoregiunea panonică, aria protejată nu include niciun habitat protejat.
La baza desemnării sitului se află o specie protejată de  pești: zvârluga (Cobitis taenia).